# Danny Collins (film)
Danny Collins is een Amerikaanse film van Dan Fogelman die werd uitgebracht in 2015.
Deze tragikomedie is het regiedebuut van film- en televisiescenarioschrijver Dan Fogelman.

## Verhaal
Danny Collins is een ouder wordende Amerikaanse rockster die al meer dan veertig jaar meedraait in het popmuziekcircuit. Hij beseft dat hij sinds dertig jaar geen enkele song meer zelf heeft geschreven. Dat belet hem echter niet met volle teugen te genieten van het grote succes dat hem nog steeds te beurt valt en van de daarmee gepaard gaande geneugten van seks, alcohol en andere drugs. 
Zijn manager schenkt hem voor zijn verjaardag een brief die hij onlangs op de kop heeft getikt: het gaat om een brief die John Lennon in 1971 aan de debuterende Danny Collins heeft gericht maar die Collins nooit heeft bereikt. Lennons woorden maken zo'n diepe indruk op Danny dat hij besluit het voortaan over een andere boeg te gooien. Wanneer hij ook ontdekt dat zijn jonge vrouw hem in zijn eigen villa bedriegt met een al even jonge man maakt hij zich niet eens kwaad. Hij geeft zijn manager de opdracht de lopende tournee te annuleren. Daarop verlaat hij alles en iedereen en rijdt hij weg met zijn auto, richting New Jersey. Daar wil hij de zoon ontmoeten die hij nooit heeft gekend. Hij is van plan een nieuw leven te beginnen met zijn zoon en diens gezin.

## Rolverdeling
- Al Pacino: Danny Collins
- Annette Bening: Mary Sinclair, hotelmanager
- Bobby Cannavale: Tom Donnelly, Danny's zoon
- Jennifer Garner: Samantha Leigh Donnelly, vrouw van Tom
- Christopher Plummer: Frank Grubman, Danny's manager
- Katarina Čas: Sophie
- Giselle Eisenberg: Hope Donelly
- Melissa Benoist: Jamie
- Josh Peck: Nicky Ernst
- Scott Lawrence: Dr. Ryan Kurtz
- Nick Offerman: Guy DeLoach